# التاريخ الاقتصادي للبرتغال

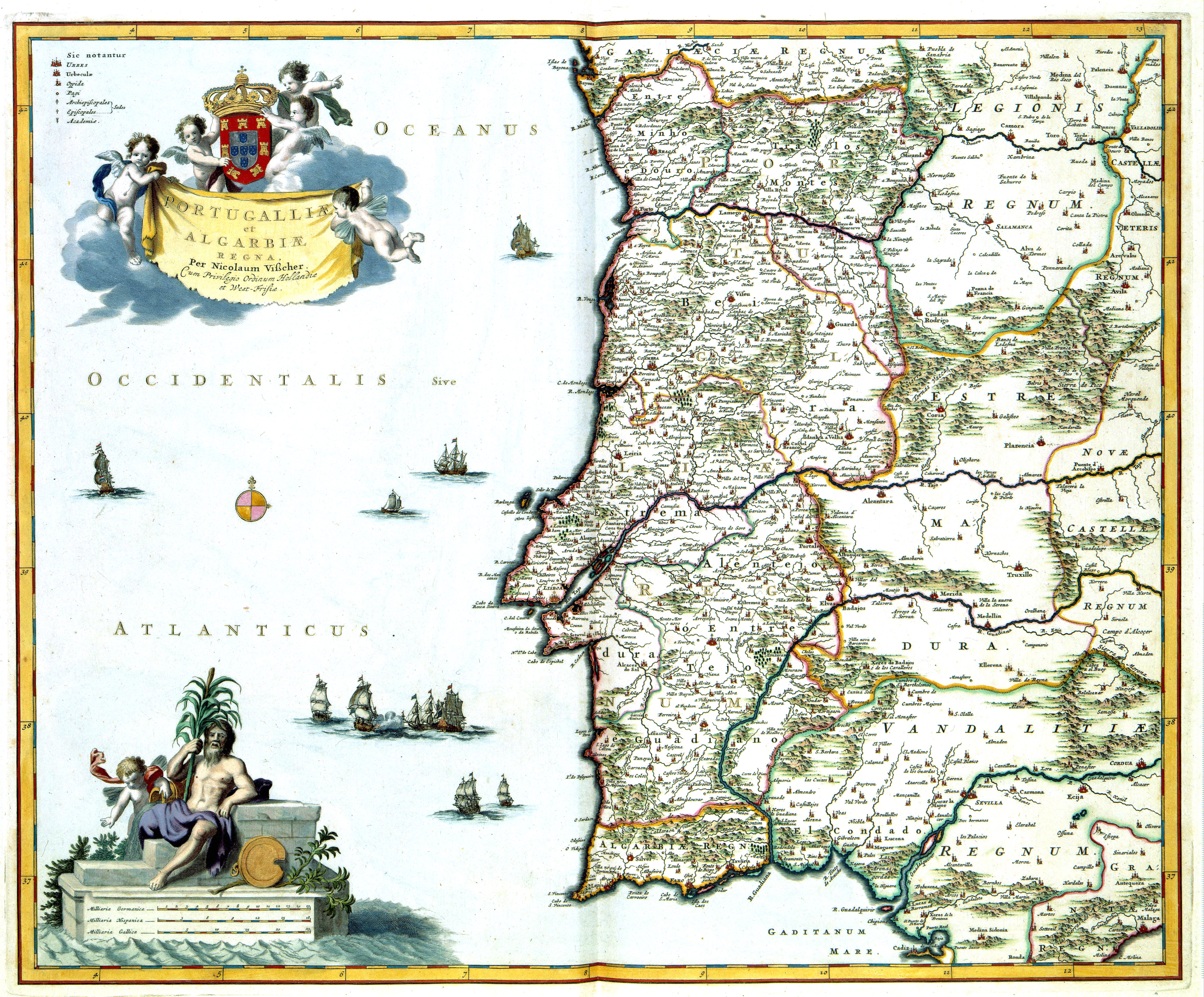

يغطي التاريخ الاقتصادي للبرتغال تطور الاقتصاد طيلة مسار التاريخ البرتغالي. تمتد جذوره إلى ما قبل الجنسية عندما طور الاحتلال الروماني اقتصادًا مزدهرًا في هيسبانيا في مقاطعات لوسيتانيا وغالايسيا بكونهم منتجين ومصدرين للإمبراطورية الرومانية. استمر هذا الأمر في ظل حكم القوط الغربيين ومن بعده الحكم البربري الأندلسي حتى تأسيس مملكة البرتغال في عام 1139. ومع نهاية سقوط الأندلس البرتغالي والاندماج في الاقتصاد الأوروبي في القرون الوسطى، كان البرتغاليون في طليعة الاستكشافات البحرية في عصر الاستكشاف واتسعوا ليكونوا أول إمبراطورية عالمية. وبعد ذلك الحين، أصبحت البرتغال القوة الاقتصادية الرئيسة في العالم خلال عصر النهضة وقدّمت معظم إفريقيا والشرق للمجتمع الأوروبي، وأنشأت نظامًا تجاريًا متعدد القارات يمتد من اليابان وصولًا إلى البرازيل. في عام 1822، فقدت البرتغال مستعمرتها الرئيسة وهي البرازيل. تضمن الانتقال من الحكم الديكتاتوري المطلق إلى الملكية البرلمانية حربًا أهلية مدمرة دامت من عام 1828 وحتى 1834. لم يكن بمقدور حكومات النظام الملكي الدستوري أن تحدّث البلد وتجعله صناعيًا بشكل فعلي؛ بحلول بزوغ فجر القرن العشرين، كان للبرتغال إجمالي ناتج محلي للفرد قدره 40% من المتوسط الأوروبي الغربي، وبلغت معدلات الأمية 74%. قوبلت مطالبات الأراضي البرتغالية في إفريقيا بالطعن القضائي خلال التدافع على إفريقيا. استمرت الفوضى السياسية والمشاكل الاقتصادية من السنوات الأخيرة للحكم الملكي حتى الجمهورية الأولى من تاريخ 1910-1926، وهو ما أدى إلى تنصيب الديكتاتورية الوطنية في عام 1926. بينما تمكن وزير المالية أنطونيو دي أوليفيرا سالازار من ضبط المالية العامة البرتغالية، تطورت لتصبح نظامًا تعاونيًا أحادي الحزب في أوائل ثلاثينيات القرن العشرين-استادو نوفو- الذي اتسمت عقوده الثلاثة الأولى بالتخلف والكساد النسبي؛ وهكذا، بحلول عام 1960 كان إجمالي الناتج المحلي الفردي البرتغالي فقط 38 بالمئة من متوسط السوق الأوروبية المشتركة 12.
بالبدء مع أوائل ستينيات القرن العشرين، دخلت البرتغال في فترة نمو اقتصادي قوي وحداثة بنيوية بفضل التحرر الاقتصادي. وللتعبير عن هذا الانفتاح الاقتصادي، كان البلد واحدًا من الدول الأعضاء المؤسسة لرابطة التجارة الحرة الأوروبية في عام 1960. كانت معدلات النمو السنوية برقمين أحيانًا وهو الأمر الذي أتاح لإجمالي الناتج المحلي الفردي للبرتغال أن يصل إلى 56% من متوسط السوق الأوروبية المشتركة 12 بحلول عام 1973. انتهت فترة النمو هذه أخيرًا في منتصف سبعينيات القرن العشرين، وساهم ذلك بأزمة النفط عام 1973 وبالاضطراب السياسي الذي حصل عقب انقلاب 25 أبريل عام 1974 وأدى ذلك إلى الانتقال إلى الديموقراطية. من عام 1974 حتى أواخر سبعينيات القرن العشرين، وصل من المستعمرات الخارجية الأفريقية السابقة ما يتجاوز المليون مواطن برتغالي كان أغلبهم لاجئين معوزين، العائدين. وبعد ما يقارب العقد من المشاكل الاقتصادية حصلت فيه البرتغال على إنقاذين بمراقبة صندوق النقد الدولي، في عام 1986 دخل البلد السوق الأوروبية المشتركة (وغادر رابطة التجارة الحرة الأوروبية).ر
كانت صناديق التماسك والهيكلية ونمو عدة شركات تصدير برتغالية رئيسة قوى قيادية في الفترة الجديدة للنمو الاقتصادي القوي والتطور الاجتماعي الاقتصادي الذي استمر حتى أوائل العقد الأول من القرن الحادي والعشرين (على الرغم من وجود أزمة قصيرة نحو 1992-1994). في عام 1991، تخطى إجمالي الناتج المحلي الفردي مستوى عام 1973 وبحلول عام 2000 حقق 70% من متوسط السوق الأوروبية المشتركة 12 ومع ذلك ساهم الأمر في مقاربة لمعايير المعيشة الأوروبية الغربية دون أية سوابق في القرون الفائتة. وبطريقة مماثلة، احتلت الشركات الفرعية البرتغالية التابعة لشركات كبرى متعددة الجنسيات موقعها بين الشركات الأكثر إنتاجًا في العالم لسنوات عديدة. على أية حال، كان الاقتصاد في حالة كساد منذ أوائل العقد الأول من القرن الحادي والعشرين وتلقى صدمة قوية من الركود الاقتصادي العظيم وهو ما أدى في نهاية المطاف إلى عملية إنقاذ تحت مراقبة صندوق النقد الدولي والاتحاد الأوروبي من عام 2011 وحتى عام 2014. تبنى البلد اليورو في عام 1999. على الرغم من كونه بلدًا متقدمًا يتمتع بدخل عالٍ، لكن إجمالي الناتج المحلي للفرد في البرتغال كان ما يقارب 80% من متوسط السوق الأوروبية المشتركة 12. صنف تقرير التنافس العالمي في عام 2008-2009 البرتغال في المركز التاسع عشر عالميًا. تعد البرتغال موطن عدة شركات رئيسة تمتاز بسمعة عالمية مثل شركة غروبو بورتوسيل سوبورسيل التي تعتبر لاعب عالمي في سوق الأوراق الدولية، وسوناي إندرستريا التي تعتبر أكبر منتج للألواح الخشبية في العالم وكورتيسيريا أموريم التي تعتبر رائدة عالميًا في مجال إنتاج الفلين، وكونسيرفاس راميريز أقدم شركة منتجة للأسماك المعلبة في عمل مستمر.

## قبل الجنسية
قبل وصول الرومان إلى إيبيريا، تمتعت شبه الجزيرة باقتصاد كفاف يرتكز على الأرياف وكانت التجارة فيه قليلة جدًا، وذلك باستثناء المدن الكبرى على ساحل البحر الأبيض المتوسط والتي كانت على اتصال مع التجار اليونانيين والفينيقيين. كان الكلتيون وما قبلهم المجموعات الأولى الموجودة في الإقليم، وارتكز الاقتصاد الكلتي على تربية المواشي والزراعة والأعمال المعدنية.

### المقاطعة الرومانية
تمتع الإقليم بثروة معدنية جعلت منه منطقة إستراتيجية مهمة خلال أوائل العصور المعدنية، ومن الأهداف الأولى التي سعى لها الرومان عند غزوهم لشبه الجزيرة كان الوصول للمناجم والموارد. وبعد الحرب البونيقية الثانية التي امتدت من 29 قبل الميلاد إلى 411 بعد الميلاد، حكمت روما شبه الجزيرة الإيبيرية ووسعت اقتصادها وزادت من تنوعه، كما أنها زادت التجارة مع الإمبراطورية الرومانية. أثنت الشعوب الأصلية على روما من خلال شبكة معقدة من التحالفات والولاءات. شهد الاقتصاد توسعًا كبيرًا في الإنتاج مستفيدًا من بعض أفضل الأراضي الزراعية تحت سيطرة الرومان، وساعد على الأمر وجود الطرق والممرات التجارية بالإضافة على صك العملات النقدية الذي سهل التعاملات التجارية. تطورت لوسيتانيا مع صناعة التعدين: ومن الحقول المستكشفة كانت: مناجم ألجوستريل (فيباسكا) وساو دومينغوس وريوتينتو في حزام البيريت الإيبيري الذي امتد حتى سيفيل واحتوى على النحاس والفضة والذهب.
كانت كل المناجم ملكًا لمجلس الشيوخ الروماني، وكان العبيد يديرونها. استُبدلت زراعة الكفاف بوحدات زراعية كبيرة (فيلات رومانية) منتجة لزيت الزيتون والحبوب والنبيذ وتربية المواشي. كان يقع هذا النشاط الزراعي بشكل رئيسي في منطقة جنوب نهر تاغوس التي كانت ثالث أكبر منطقة منتجة للحبوب في الإمبراطورية الرومانية. كان هناك أيضًا تطورًا على صعيد نشاط صيد السمك الجاروم القيّم أو اليكوامين، وهو تابل يُستخرج من نقع السمك ويفضل أن يكون سمك تونا أو إسقمري ويُصدر عبر كل الإمبراطورية. كانت شبه جزيرة ترويا المنتج الأكبر في كامل الإمبراطورية الرومانية التي كانت بالقرب من سيتوبال في جنوب ليسبون. تظهر بقايا معامل تصنيع الجاروم نموًا حادًا لصناعة التعليب في البرتغال بشكل رئيس على ساحل الغارف، وأيضًا في بوفوا دي فارزيم وأنجيراس (ماتوسينوس) وفي مصب نهر سادو وهو الأمر الذي جعله واحدًا من المراكز الأكثر أهمية للمُعلبين في هيسبانيا. وفي الوقت عينه، تطورت الصناعات التخصصية أيضًا. تطلبت عملية تمليح السمك وتعليبه بدورها تطوير صناعات الملح وبناء السفن والسيراميك، وذلك من أجل تسهيل صناعة القوارير وغيرها من الحاويات التي أتاحت تخزين ونقل البضائع مثل الزيت والنبيذ والحبوب ومربيات الفاكهة.